# Блокирование Telegram в России
Блокирование Telegram в России — процесс ограничения доступа на территории России к мессенджеру Telegram, запущенный Роскомнадзором 16 апреля 2018 года. 
18 июня 2020 года Роскомнадзор объявил о снятии ограничений. 8 марта 2025 Роскомнадзор снова начал блокировать Telegram, он сейчас заблокирован на территории Чечни и Дагестана.  13 августа 2025 года после недолгого обсуждения начали пессимизировать (замедлять, частично блокировать) звонки через этот мессенджер и через WhatsApp.

## Суть конфликта
C 1 июля 2017 года в России вступил в силу закон Яровой, обязывающий операторов телекоммуникационных услуг хранить записи телефонных сообщений и интернет-трафик их клиентов на протяжении полугода, а также хранить ключи для расшифровки переписки пользователей и предоставлять их ФСБ России по запросу.
Руководство Telegram сочло это требование технически неисполнимым, поскольку ключи хранятся на устройствах пользователей, а серверы мессенджера их не получают. Павел Дуров, основатель Telegram, также считает, что требования ФСБ противоречат Конституции РФ.

## Хронология событий

### Начало блокировки
В октябре 2017 года было вынесено судебное решение в пользу ФСБ, налагавшее на разработчиков Telegram штраф в размере 800 тысяч рублей. Поводом стал отказ руководства Telegram передавать ключи для расшифровки сообщений 6 лиц, обвиняемых в совершении теракта в Петербурге.
По заявлению Павла Дурова, Telegram не смог бы помочь спецслужбам, даже если бы запрос ограничивался только помощью в поимке террористов, поскольку интересующие ФСБ мобильные номера либо никогда не были привязаны ни к одному аккаунту в Telegram, либо их аккаунты были удалены из-за неактивности. По словам Павла Дурова, требования ФСБ невыполнимы как с технической стороны, так и со стороны Конституции РФ, нарушая 23 статью, предоставляющую гражданам право на тайну переписок, телефонных переговоров и иных сообщений. По его мнению, требования ФСБ вписывались бы в рамки закона, если бы ограничивались лишь помощью в поимке террористов, однако требования ФСБ основываются на передаче универсальных ключей шифрования для просмотра переписки неограниченного числа лиц.
Поскольку ключи секретных чатов «точка-точка» вырабатываются на конечных пользовательских устройствах и ни в какой момент времени не попадают на серверы Telegram, то требования ФСБ по сути сводятся к изменению функциональности сервиса. По мнению экспертов, представляющих Telegram, это технически невозможно:
- либо необходимо шифровать чаты единым ключом, что не обеспечивает конфиденциальности (пользователь чата сможет читать чужие чаты);
- либо необходимо все ключи пересылать на сервер: при существующей интенсивности переписки в Telegram это означает сохранение 4 петабайт информации в месяц на каждый сервер Telegram, что потребует заметно увеличить производство жёстких дисков в мире.

Для дальнейшего представления в судах Павел Дуров обратился к российской правозащитной организации «Агора». Её юристы указывают, что требование ФСБ по сути означает запрет на шифрование переписки без одновременной передачи ключей третьей стороне. Это нарушает конституционное право на тайну переписки.
20 марта 2018 года судебный иск к ФСБ России был оставлен без удовлетворения. Мессенджеру было предъявлено требование предоставить в течение 15 дней технологию дешифровки личных сообщений пользователей. Роскомнадзор пообещал немедленно заблокировать Telegram в случае невыполнения требований. В ответ на это Павел Дуров заявил в Twitter, что угрозы заблокировать Telegram не принесут результата.
Позиция ФСБ основана на том, что предоставление службе технической возможности декодирования электронных сообщений не отменяет необходимости соблюдения процессуальных норм (в частности, получения судебных решений для чтения конкретной переписки).
13 апреля 2018 года Таганский суд Москвы вынес решение в пользу Роскомнадзора, тем самым позволив начать блокировку мессенджера на территории России.
22 апреля Роскомнадзор опубликовал новую версию подзаконного акта «Порядок идентификации информационных ресурсов в целях принятия мер по ограничению доступа к информационным ресурсам», в котором у ведомства появились новые основания для внесения сайтов в реестр запрещённых ресурсов. Ранее регулятор не располагал правовой базой для массовых блокировок, которую ему пришлось создать задним числом.

### Отклонение кассационной жалобы
1 февраля 2019 года Верховный суд РФ отклонил кассационную жалобу Telegram, поданную в рамках дела о блокировке мессенджера в России.

### Тестирование DPI Роскомнадзором
26 сентября 2019 года Роскомнадзор начал тестирование оборудования глубокой фильтрации трафика (DPI) на территории Уральского федерального округа.

### Пользовательская кампания против блокировки мессенджера
21 декабря 2017 года общественная организация Роскомсвобода начала общественную кампанию «Битва за Telegram», в ходе которой пользователям Сети предлагалось присоединиться к коллективному иску против ФСБ и Роскомнадзора. Организация выступила за отмену требований передачи властям ключей шифрования Telegram. 14 марта 2018 года юристы РосКомСвободы подали в Мещанский суд города Москвы коллективный иск, оспаривающий действия российских властей против мессенджера.
В рамках кампании в июле 2019 года в ЕСПЧ направили 24 жалобы пользователей, которые выступали против того, чтобы ФСБ могли без суда запрашивать ключи дешифровки сообщений. Летом 2021 года ЕСПЧ коммуницировал первую жалобу коллективного иска и задал вопросы российским властям о правомерности блокировки мессенджера на территории России. Правительству было предложено представить собственную позицию и своё видение фактов по этому делу до 14 октября 2021 года.
С 2022 г. Павел Дуров игнорировал обращения ЕСПЧ с просьбой уточнить позицию сервиса после ответа российских властей. 24 апреля 2025 г. ЕСПЧ единогласно решил исключить жалобу из списка дел, подлежащих рассмотрению, ибо заявитель более не намерен добиваться её рассмотрения.

### Начало разблокировки
22 апреля 2020 года депутаты Госдумы от «Справедливой России» Федот Тумусов и Дмитрий Ионин подготовили законопроект о прекращении блокировок Telegram. 4 июня 2020 года создатель мессенджера Павел Дуров поддержал депутатов. Он также отметил, что за прошедшее время были усовершенствованы методы обнаружения и удаления экстремистской пропаганды, и теперь командой пресекаются десятки тысяч попыток распространить публичные призывы к насилию и террору ежемесячно. 15 июня депутаты от «Справедливой России» Дмитрий Ионин и Федот Тумусов внесли на рассмотрение нижней палаты парламента законопроект о разблокировке мессенджера Telegram в связи с тем, что его используют официальные органы российской власти, например, Минкомсвязи, а также оперативный штаб по борьбе с коронавирусом, который публикует в мессенджере официальную информацию. В Минкомсвязи не поддержали законодательную инициативу депутатов. С критикой выступил также председатель комитета Госдумы по информационной политике, информационным технологиям и связи Александр Хинштейн.

### Объявление о разблокировке
18 июня 2020 года Роскомнадзор объявил о снятии ограничений. Ни на момент объявления, ни позже решение Таганского районного суда г. Москвы о блокировке не было отменено. 13 ноября 2020 года Роскомнадзор объявил о создании собственного канала в мессенджере Telegram.

## Масштабные блокировки
16 апреля 2018 года Роскомнадзор начал блокировать IP-адреса, используемые Telegram. За первую неделю было заблокировано более 18 млн адресов, однако Telegram продолжал работать. Согласно ряду статистических замеров, за первую неделю блокировки мессенджер потерял в России 3 % активных пользователей, но количество просмотров каналов увеличилось с 138,9 млн до 159,5 млн. Приводится также статистика как о резком росте популярности Телеграм-каналов, так и резком сокращении количества просмотров. В целом, мессенджер остаётся доступен в России.
Одновременно недоступными оказались многие сторонние сервисы (в частности, наблюдались перебои в работе Viber, некоторых платёжных систем, сервисов регистрации на авиарейсы, системы продажи электронных полисов ОСАГО, сети научных контактов ResearchGate, центрального репозитория библиотек Java, сайтов СколТеха, МГУ, Высшей школы экономики и других вузов, научных архивов, системы подачи заявок в РФФИ и др.). За 10 дней блокировки Telegram Роскомнадзор получил 46 тысяч жалоб.
22 апреля у ряда пользователей стали недоступны поисковая система Google и онлайн-переводчик Google. О том, что это произошло из-за блокировок Роскомнадзора, пользователи узнали из Телеграм-каналов, которые по-прежнему работают. Затруднения с доступом к основной странице Google наблюдались, в частности, в Москве, Санкт-Петербурге, Казани, Нижнем Новгороде, Екатеринбурге. Роскомнадзор объяснил блокировку тем, что
«Google позволяет мессенджеру Telegram использовать свои IP-адреса для обхода блокировки». Однако позже Роскомнадзор отверг свою причастность к блокировке Google, возложив ответственность за сбои на «операторов, не имеющих полноценных систем фильтрации».
27 апреля в реестр запрещённых адресов на несколько часов попали Twitter, Facebook, «ВКонтакте», «Одноклассники», Yahoo! и Liveinternet.ru. В Роскомнадзоре объяснили, что «кратковременное попадание в реестр отдельных ip-адресов было связано с технологическими особенностями работы системы».
В связи с веерными блокировками в Арбитражный суд Москвы обратились с исками против Роскомнадзора генеральный директор компании «Инвестори» и владелец прокси-сервиса TgVPN.
6 августа Таганский суд Москвы отказался удовлетворить иск ООО «Живая фотография» к Роскомнадзору из-за блокировки мессенджера Telegram.

### Акции протеста
22 апреля 2018 года в разных городах России прошла «акция в поддержку свободного интернета», приуроченная к седьмому дню блокировки Telegram’а. Жители России запускали бумажные самолётики (символ Telegram’а).
Предложения провести эту акцию были разосланы Telegram’ом утром 22 апреля. Позже Павел Дуров добавил просьбу через час убрать за собой самолётики.

30 апреля 2018 года в центре Москвы прошла акция в поддержку заблокированного в России Telegram’а, собравшая (при подсчёте прошедших через установленные рамки) свыше 12 тыс. человек.

Митинг 30 апреля 2018 года
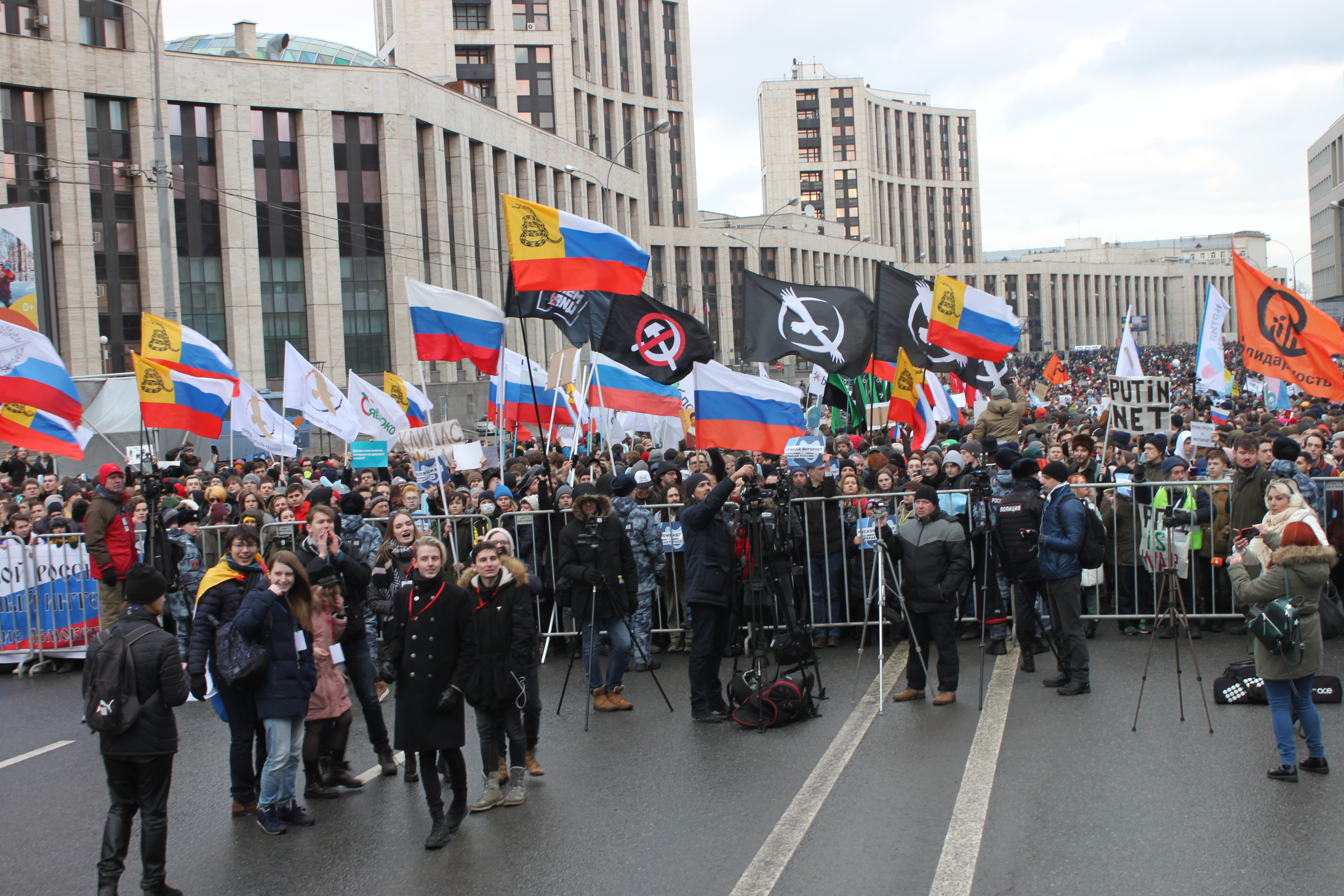
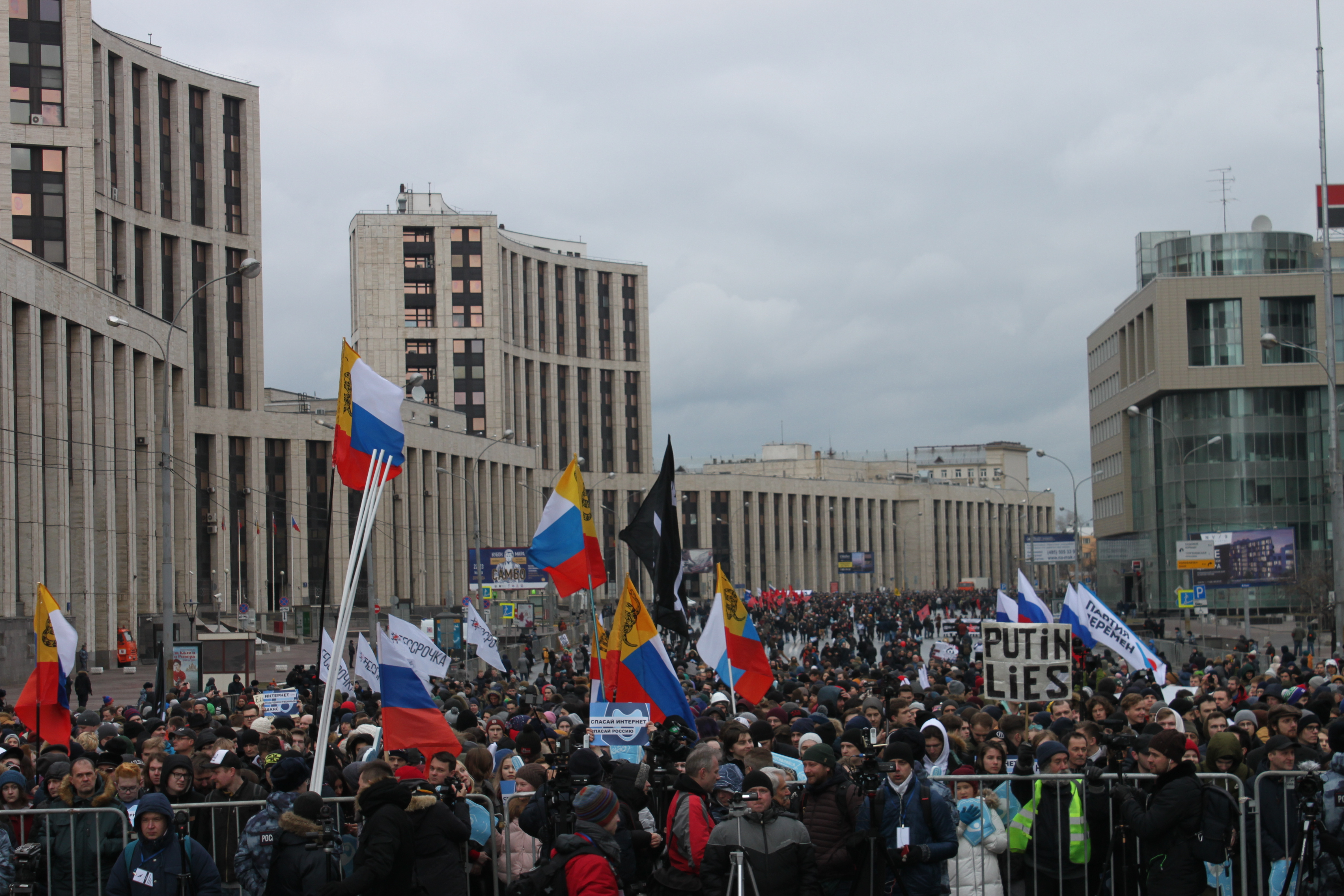
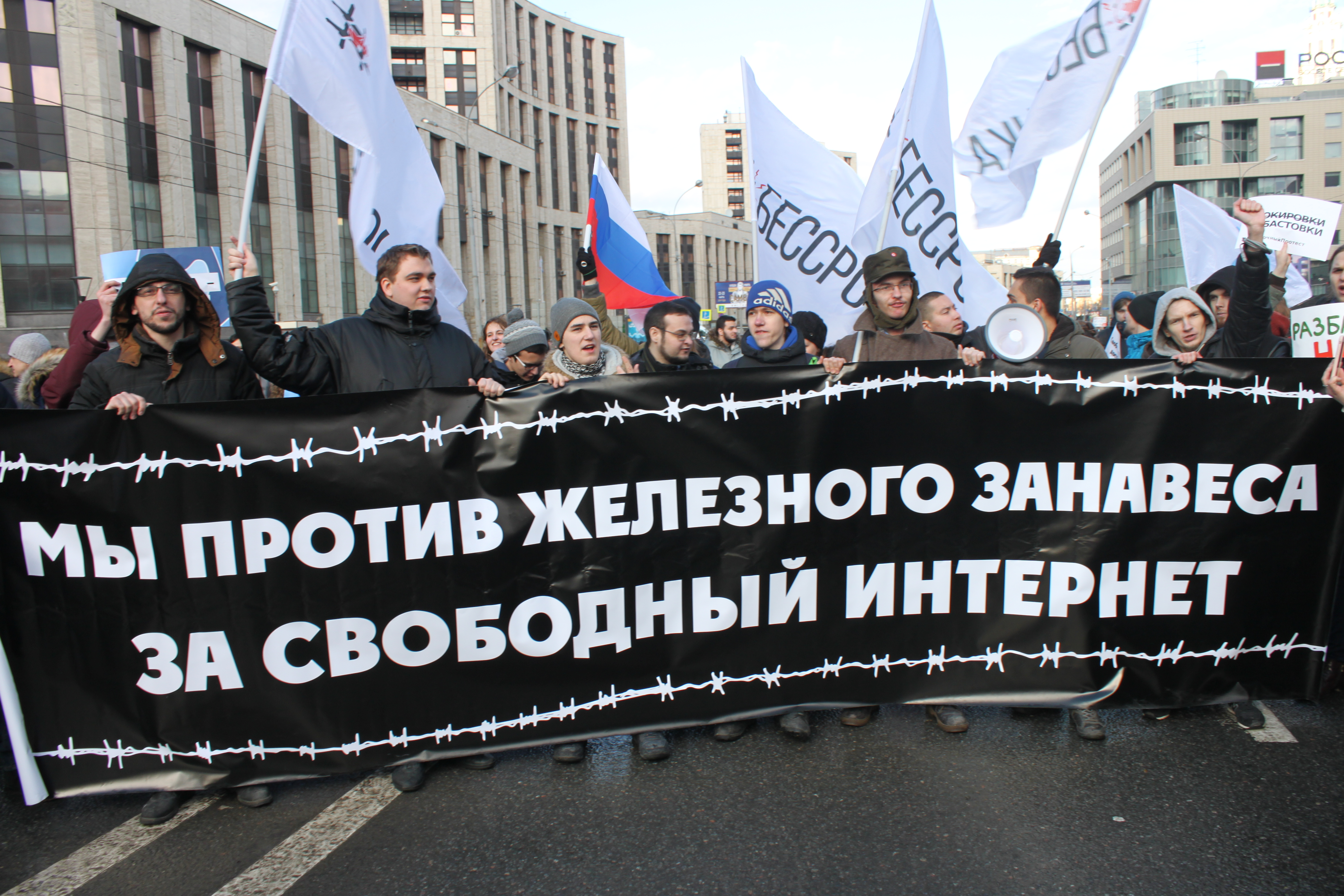
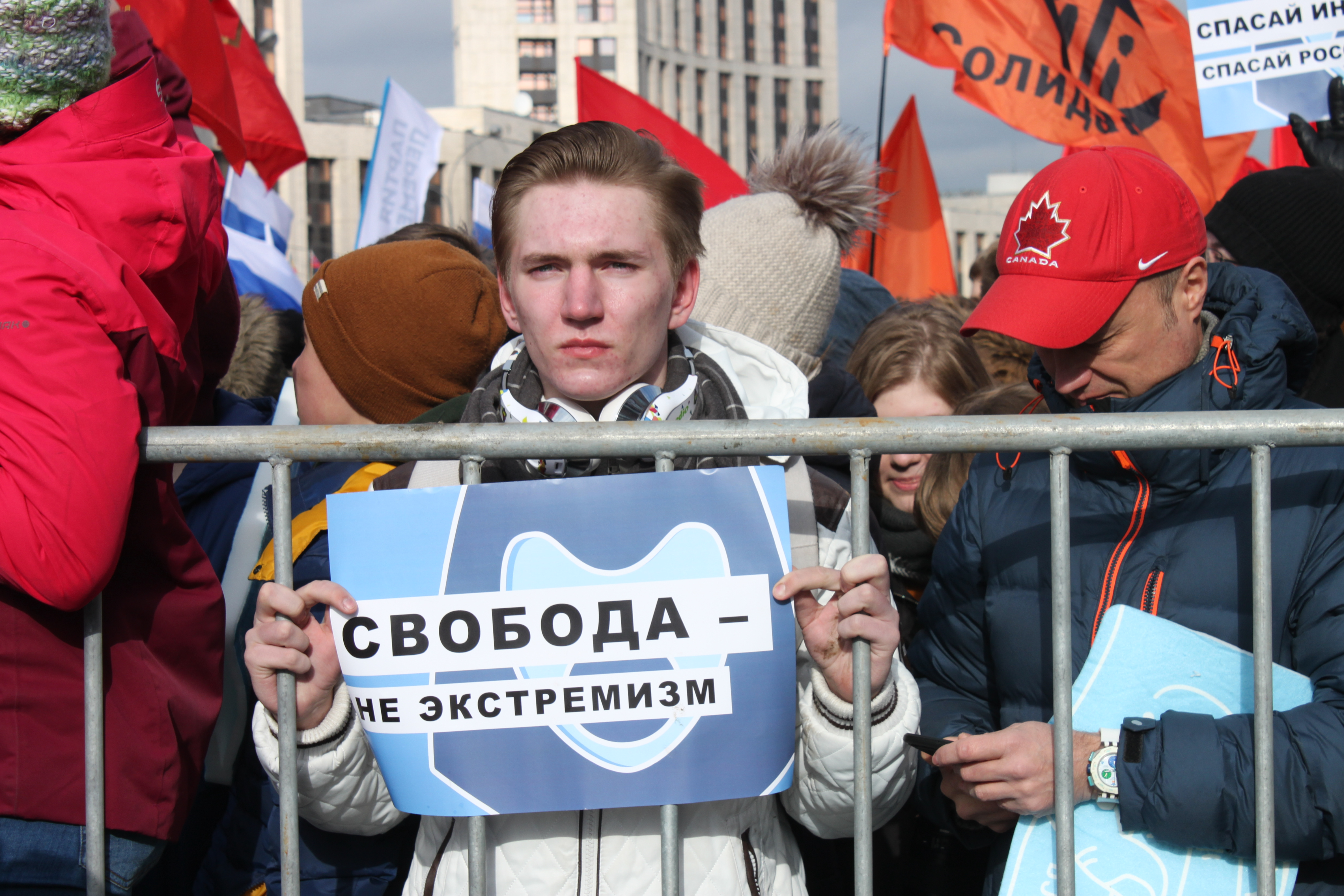
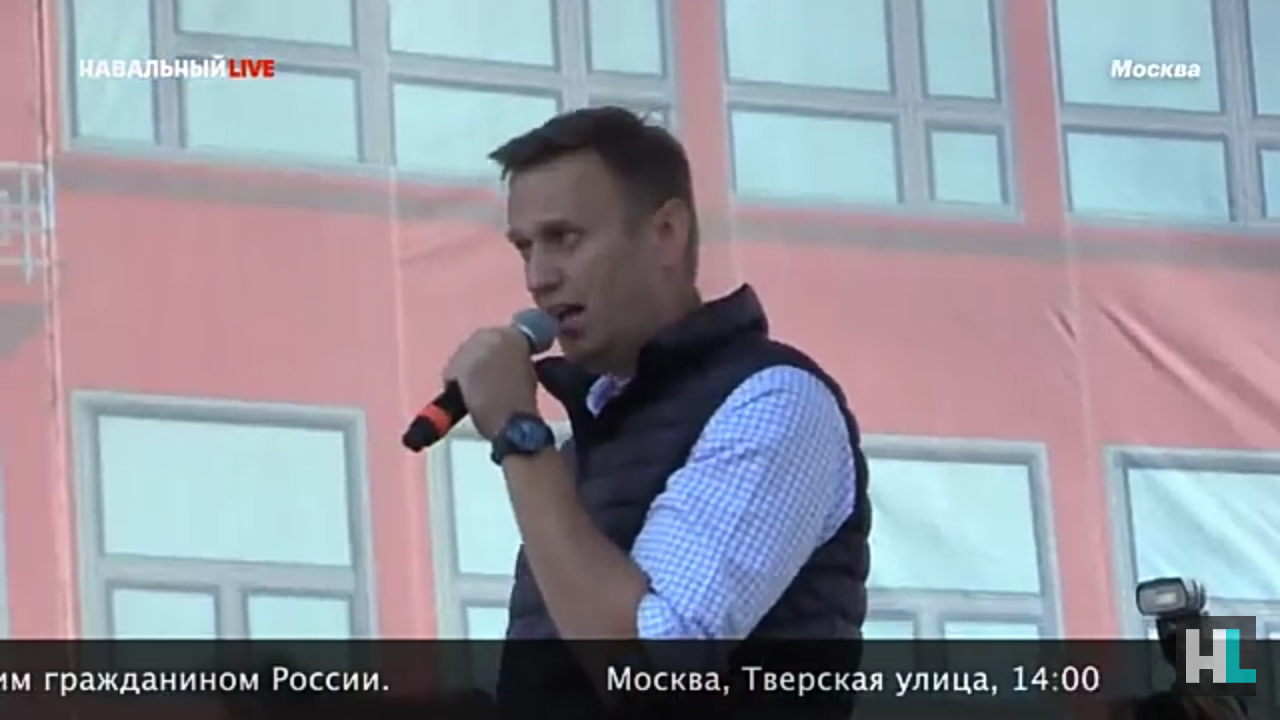
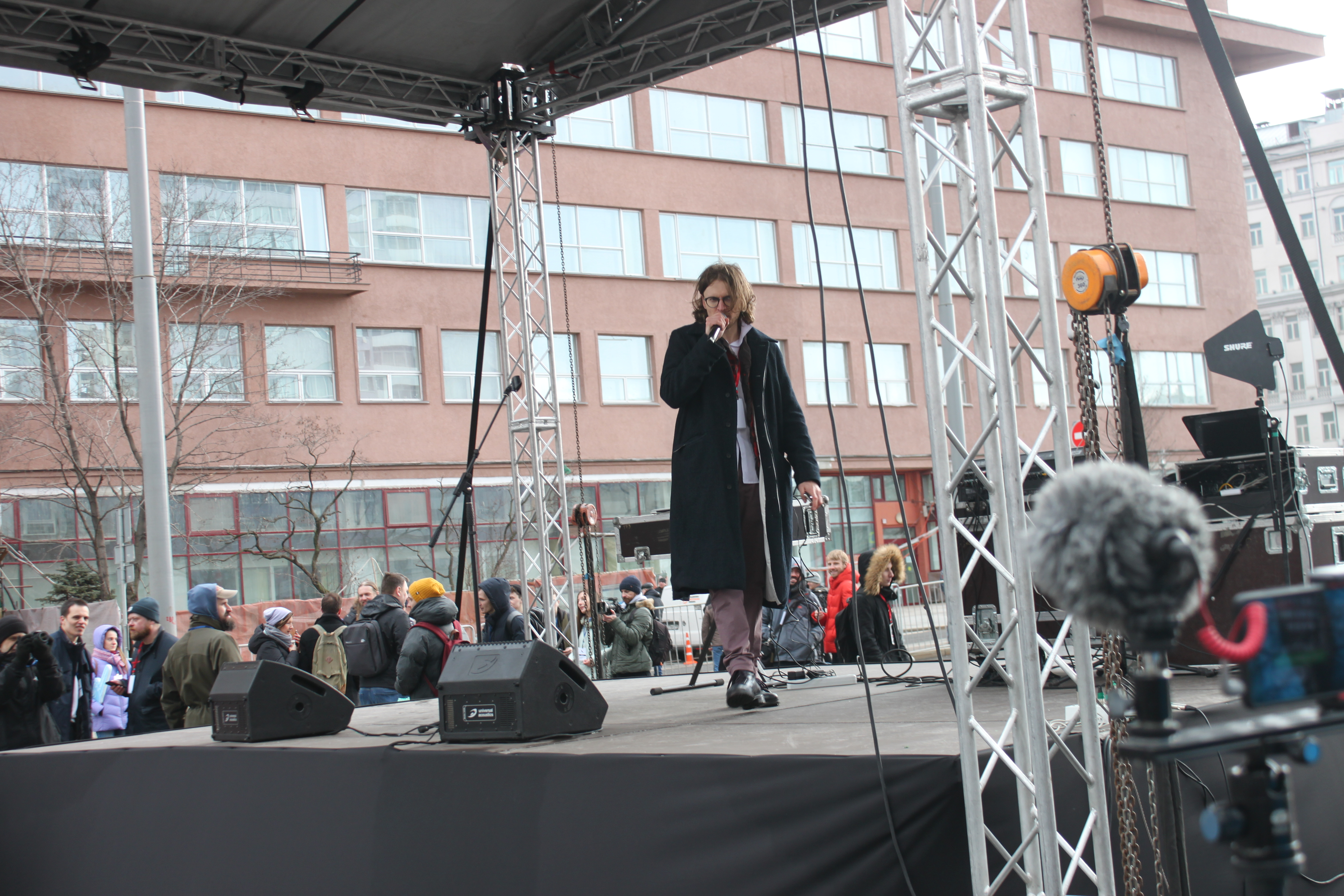
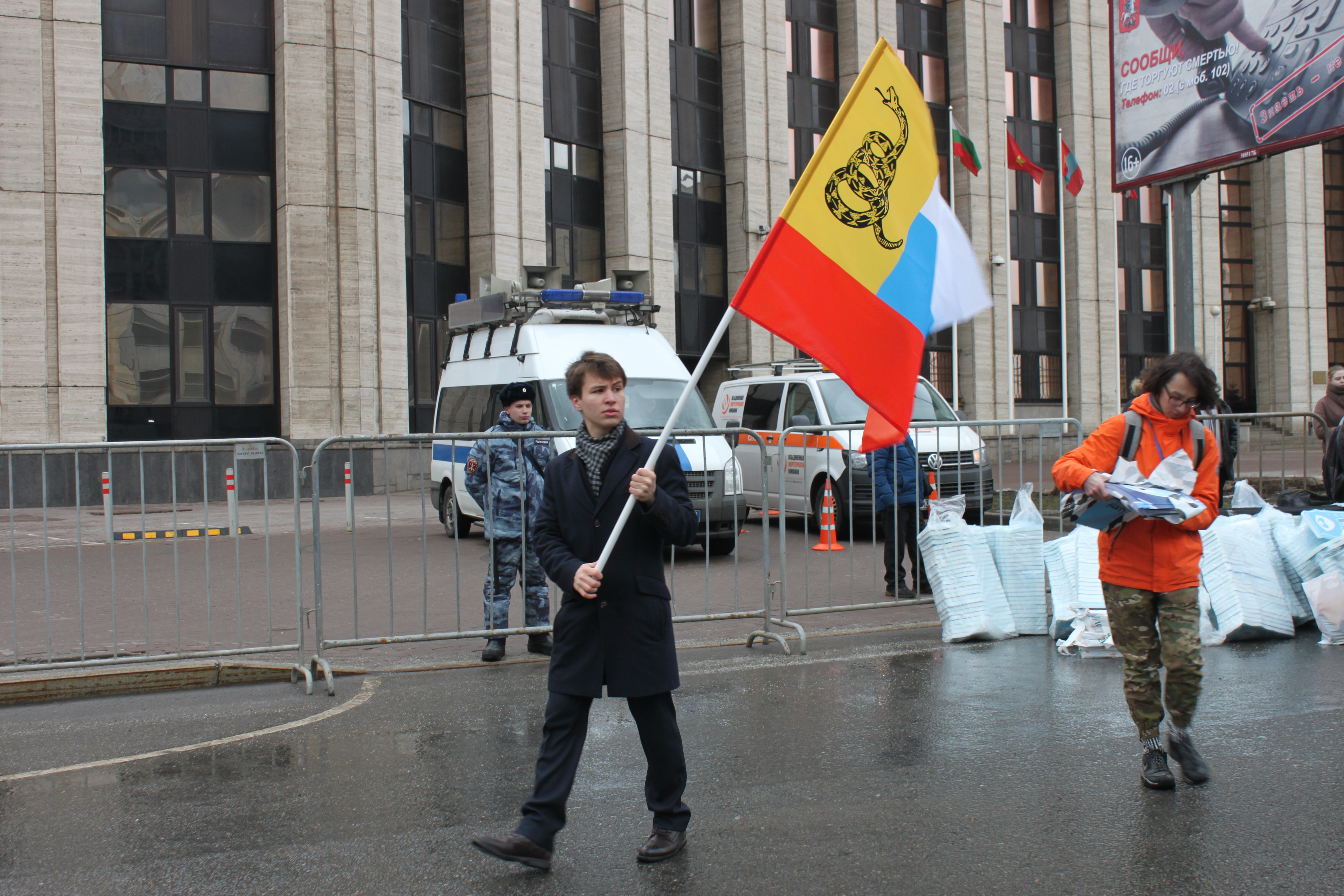

## Используемые Telegram технологии для обхода блокировок
Базовыми технологиями Telegram для обхода блокировок являются:
1. Получение клиентами Telegram’а нового списка IP-адресов через push-сообщения, идущие от серверов Google, Apple и Microsoft, которые невозможно заблокировать без отключения всего механизма оповещений Android, iOS и Windows Phone.
2. Массовое использование различных механизмов по моментальному изменению IPv4-адресов на хостингах Amazon, Google, DigitalOcean, блокирование которых без вывода из строя массы других сайтов и приложений на данных хостингах затруднено.
3. Использование IPv6-адресов, которые специалисты Роскомнадзора не умеют массово выявлять.
4. Поддержка использования proxy-подключений в клиенте Telegram через протоколы SOCKS5 и MTProto (дополнительно HTTP-Proxy для приложения-клиента некоторых платформ, в частности Linux) и использование ботов автоматической настройки от провайдеров услуг proxy и VPN[61].
5. Передача сообщений и информации между клиентами Telegram напрямую по протоколу P2P с использованием встроенного Proxy, подобного по архитектуре Tor. Данная функциональность находится в разработке в рамках проекта Telegram Open Network. В данном случае блокирование по IP-адресам почти невозможно, так как потребуется заблокировать практически весь Рунет, то есть IP-адреса всех конечных пользователей. Telegram Open Network имеет также целый ряд других технологий против прослушивания и попыток выведения из строя государственными регуляторами.

## Позиция официальных лиц
- Пресс-секретарь президента России Дмитрий Песков сообщил, что Telegram у него продолжает работать, хотя и с перебоями. «Очевидно, что технологически выполнить решение суда непросто, но вместе с тем ведомство планомерно работает, если произошла в связи с технологическими причинами задержка — не стоит это драматизировать, не стоит иронизировать», заявил он[62].
- Председатель Следственного комитета РФ Александр Бастрыкин заявил, что «Instagram надо закрывать», потому что при его помощи был «совершён теракт в Ленинграде». Позднее в ведомстве уточнили, что речь шла о Telegram и теракте в Петербурге[63].
- Руководитель Роскомнадзора Александр Жаров считает, что Telegram применяет «абсолютно пиратские» методы обхода блокировок, а также «прячется за живым щитом транснациональных компаний». По мнению чиновника, требование ФСБ предоставить ключи шифрования Telegram обоснованно, так как «все последние теракты» в России и за рубежом координировались с помощью мессенджера. В конце мая 2018 года Жаров выразил уверенность, что его ведомству удастся осуществить блокировку, применяя «новые технические решения»[64].
- 9 апреля 2019 года в комментарии государственному агентству ТАСС о возможности применения закона о суверенном интернете для блокировки Telegram Жаров заявил: «Поскольку закон о суверенном Рунете предполагает предупреждение распространения запрещенной информации в РФ, очевидно, что одним из элементов этого предупреждения будет борьба в том числе с запрещенными ресурсами, среди которых и тот, о котором вы спросили». На следующий день ТАСС поменяло заголовок новости и убрало оттуда заявление Жарова, а ссылавшиеся на материал издания «Говорит Москва», «Лента.ру», «Российская газета» и «Москва 24» попросту удалили публикации на эту тему[65][66].
- Руководитель Федеральной антимонопольной службы Игорь Артемьев заявил, что не верит в возможность блокировки мессенджера в России, однако пожелал Роскомнадзору успеха[62].
- «Это будет борьба снаряда и брони», — охарактеризовал ситуацию Жаров. И добавил, что «пиратский корабль когда-нибудь, наверное, мы подорвём по-серьёзному»[67].
- 24 октября 2019 года замглавы Минкомсвязи Алексей Волин заявил РИА Новости: «Попытки блокировать Telegram, которые осуществляются в России и сейчас, не означают запрет на пользование этим мессенджером, одно другому не противоречит»[68].

## Предположения о дальнейшем развитии событий
Аналитики высказывают противоположные суждения касательно будущего развития событий. С одной стороны, имеется мнение, что блокировка Telegram приведет к постепенному падению популярности этого сервиса. С другой стороны, высказывается предположение, что Telegram не только продолжит успешную работу, но и окажется в центре ещё более мощного протестного движения, чем организованное Алексеем Навальным.
Одно из возможных последствий массового блокирования IP-адресов — уход компании Google c российского рынка, считают аналитики.
Ряд обозревателей считает, что с момента запуска платформы Telegram Open Network заблокировать мессенджер будет невозможно, так как, с одной стороны, эта распределенная даркнет-платформа имеет очень совершенную защиту против любых госрегуляторов, а с другой стороны, этот проект даёт Дурову большие финансовые ресурсы, которые он может использовать в том числе для инвестиций в технологии против систем блокировок регуляторов.
Павел Дуров заявил 9 мая 2018 года:

Надеюсь, власти России откажутся от языка неисполнимых ультиматумов, на котором сегодня ведется диалог с технологическими компаниями. Независимо от этого, мы продолжим борьбу за Telegram в России. История наших предков учит биться до победного конца.